# ゼリエース

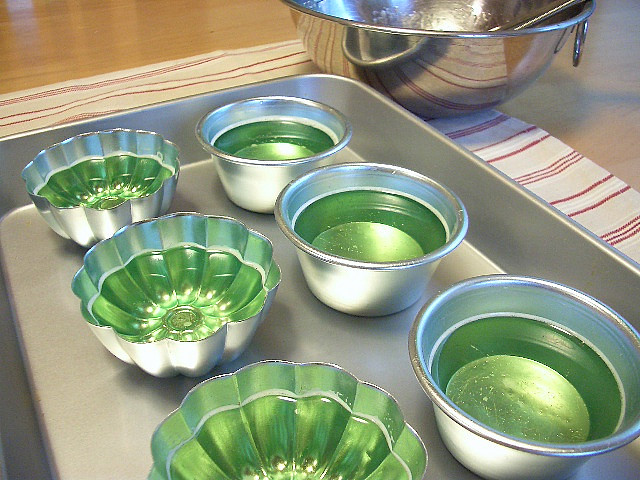
ゼリエース

ゼリエース（JELLY ACE）は、ハウス食品が製造販売するデザート用即席食品。日本でも高度成長後の1960年代から一般家庭にも冷蔵庫が普及し（当時はテレビ・洗濯機・冷蔵庫の家電3品目が「三種の神器」ともてはやされた）、1970年代には冷凍室を備えた2ドア式冷凍冷蔵庫が普及した（冷蔵庫#日本での歴史も参照）。こうした世相を受け、子供でも手軽におやつを作れて食べて楽しめるデザートの素として、1960年代後半から発売されたものである。発売以来半世紀を超えるロングセラー商品となっている。この項ではゼリーの素「ゼリエース」の他に、同時期に粉末の「パウダーデザートシリーズ」として発売された姉妹品「プリンミクス」「プリンエル」「シャービック」、その他の同社のデザート製品についても触れる。

## 歴史
- 1964年（昭和39年） - プリンの素「プリンミクス」発売[2][3]。
- 1967年（昭和42年） - ゼリーの素「ゼリエース」発売[2]。
- 1968年（昭和43年） - 氷菓の素「シャービック」発売[2]。
- 1971年（昭和46年） - プリンの素「プリンエル」発売[2]。
- 1976年（昭和51年）- デザートの素「フルーチェ」発売[3]。
- 1980年（昭和55年） - ゼラチンパウダー「クッキングゼリー」発売[2]。
- 2020年（令和2年）1月20日
  - パウダーデザートシリーズ「プリンミクス」「プリンエル」「ゼリエース」「シャービック」のパッケージをリニューアル[2]。
  - デザートシリーズのブランドサイトを開設[2][4]。

## ゼリエース
- 粉末状のゼリーの素で、内容量は95g。
- 作り方は、80℃以上の湯で溶かし、冷蔵庫で冷やし固めるとゼリーができる。
- 「コーヒーゼリー」という商品名のコーヒー味の同類品がある。
- 1968年に商品名を「ゼリメイト」に変更したが、再び「ゼリエース」に戻っている。
- かつては芸能人を起用したテレビCMを流していた。
- 定価は150円だが、100円ショップでもよく売られている。
- 現在はイチゴ味、メロン味を製造している（無果汁）。

過去に販売された味
いずれも無果汁。
- オレンジ味
- グレープ味
- ブルーベリー味
- グレープフルーツ味

### CMに起用された人物
- 河合美智子
- 西村知美

## 姉妹品
プリンミクス
粉末状のプリンの素。お湯に溶かして冷蔵庫で冷やし固める。
プリンエル
粉末状のプリンの素。牛乳に溶かして鍋で熱し、冷蔵庫で冷やし固める。
シャービック
粉末状の氷菓の素。水に溶かして冷凍庫で凍らせて作る。
イチゴ味、メロン味の2種類がある（無果汁）。この2種類は発売時から変わらず製造されている。
フルーチェ
液状のデザートの素。牛乳を加えるとペクチンの作用で固まる。
原材料のペクチンと牛乳のカルシウムが反応して固まるため、牛乳以外の加工乳や豆乳では作れない。
クッキングゼリー
調理用のゼラチンパウダー。味はついていないため、菓子作りや料理に幅広く使用できる。
プリンミクス・プリンエルとも、卵原料を使用していないため、卵アレルギーがあっても食べられる。ただしいずれも原料に乳成分を含むため、牛乳を使わないプリンミクスであっても、乳アレルギーがある場合は食べられない。
また、商品名は「プリン」だが、牛乳と卵液を混ぜたカスタードを熱して凝固させたプディングではなく、ゼラチンで冷やし固めるもので、厳密にはカスタードプディング（＝プリン）ではない。黄色い色は着色料（現在は天然色素を使用）によるもの。
プリンミクス・プリンエルの詳細については、公式サイト「商品一覧 - プリン」を参照。